# Brlog, Velike Lašče
Brlog je naselje v Občini Velike Lašče, drugi del naselja je v Občini Sodražica.
.